# El camino de los dioses según la tradición confuciana

Símbolo usado en la religión tradicional china

El Camino de los Dioses según la tradición confuciana (en chino:儒宗 神教 Rúzōng Shénjiào), también llamado Luandao (道 "Phoenix Way" o 鸾门 Luánmén, "Phoenix Gate"), o Luanismo ( 鸾教 Luánjiào) o, desde el nombre de sus congregaciones celulares, las salas del fénix o las iglesias del fénix (鸾堂 luántáng), es un movimiento religioso congregacional confuciano de las creencias tradicionales chinas.
La primera sala de Phoenix se estableció en Magong, la capital de las islas Penghu, en 1853, y desde allí el movimiento se extendió por China continental y Taiwán. Otros nombres del movimiento son Rumen (儒 门 «Puerta de Confucio» [camino]) o «Iglesia Santa de la Tradición Confuciana» (儒宗 圣教 Rúzōng Shèngjiào).
El objetivo de las salas de Phoenix es honrar a los dioses a través de la ortopraxia confuciana,; difundir la moral a través de conferencias públicas y libros de inspiración divina (善 书 shànshū). El Camino confuciano de los dioses se define como Houtiandao (天道 «Camino del cielo posterior» o «Camino de lo manifestado») por el antagonista Xiantiandao (道 道 «Camino del cielo anterior» o «Camino de lo primordial»), tradiciones que dicen estar más cerca del Dios del universo.

## Teoría y doctrina

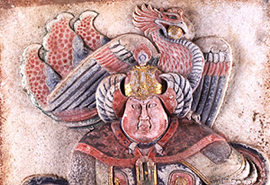
El fenghuang como detalle de un relieve chino del.

Los salones del fénix se ocupan de la salvación de los discípulos, lo que básicamente significa la deificación. Esto se trabaja en un largo proceso de «cultivar el Camino» (Tao), que es el modo correcto de vivir a través de las virtudes básicas de benevolencia (ren), rectitud (yi), propiedad (li) y piedad filial (xiao).
Al darse cuenta de las virtudes, uno alcanza el estado de sinceridad continua (cheng) y paz y pureza de mente (jing), y procede con éxito en el cultivo de la propia naturaleza interna (lingxing). El cultivo del Camino se conceptualiza como un camino de aprendizaje. El símbolo del fenghuang representa la renovación espiritual del discípulo y la comunidad social.

## Historia e influencias
La tradición de las salas de Fénix o Fenghuang, comenzó en 1853 cuando se estableció un culto inspirado en el método fuji en la capital del archipiélago de Penghu entre la provincia de Fujian y Taiwán. Los intelectuales de Magong enviaron un tongji prominente a Quanzhou, en Fujian, para aprender la práctica de fuji de la Sociedad local para la bondad pública (公 善 社Gōngshànshè).  Cuando el tongji regresó el mismo año, estableció la Sociedad para la Exhortación Universal (普 劝 社Pǔquànshè ) para recrear la conducta moral, proclamando el Edicto Sagrado.
Las actividades de la sociedad disminuyeron con los años, especialmente durante la guerra franco-china. Más tarde se reformó como Sociedad para la Renovación Completa (一 新社 Yīxīnshè) por seis estudiantes del gobierno, en 1887.  Tuvo sesiones de conferencias públicas regulares impartidas por profesores cuidadosamente seleccionados (jiangsheng) que expusieron el Edicto Sagrado y otros libros de moralidad.
Los textos compuestos entre 1891 y 1903 se recopilaron y publicaron en un único volumen titulado «La Conciencia del Corazón Misterioso» (觉悟 玄 心 Juéwù xuánxīn). Al mismo tiempo, los literati promovieron actividades similares en el condado de Yilan, en el norte de Taiwán; los intelectuales de Yilan eran extremadamente activos y generaron nuevos grupos en todo el norte y centro de Taiwán.
Los salones de Fenghuang son una variante de dos tipos de organizaciones religiosas, patrocinadas por elites intelectuales locales, que florecieron en la China continental desde el siglo XIX, en un período de profundos cambios sociales, políticos y culturales: los cultos taoístas de Dios (fuji  usualmente se enfocaban sobre un particular inmortal, y las sociedades caritativas salvacionistas.
En las sociedades taoístas, la relación entre los miembros y su deidad sigue el modelo de discípulos y maestros, con el objetivo de la inmortalidad a través del autocultivo. Los salones de fénix heredan esta estructura interna combinada con el reformismo social conservador de las sociedades caritativas. Se preocupan por la salvación de la sociedad a través de la reafirmación de los estándares tradicionales de moralidad.
En la década de 1920, los salones de fénix en Sichuan adoptaron el nombre de «santuarios confucianos» ( t坛rú tán ). En los mismos años, bajo la influencia del médium Yang Mingji, las salas de fénix en el norte de Taiwán comenzaron a unificarse bajo el nombre de «Camino de los Dioses según la tradición confuciana» (神教 神教Rúzōng Shénjiào) y el manual litúrgico Rúmén kēfàn («Reglamento litúrgico de la Vía Confuciana») publicado en 1937. La unificación efectiva se produjo después de la retrocesión de Taiwán en 1945; La «Asamblea de la República de China del Camino de los Dioses según la tradición confuciana» (教会 儒宗 神 Zhōnghuá Mínguó Rúzōng Shénjiào Huì) fue creada en 1978 incorporando más de quinientas salas de fénix. Un nuevo libro ritual, el Código Sagrado de los Salones de Fenghuang (鸾 堂 圣 典 Luántáng shèngdiǎn) se publicó en 1979.
Mientras que los caminos de Fenghuang  mostraron patrones rituales heredados de los cultos taoístas y los salones de vegetarianismo I-Kuan Tao de Longhua, desde la formación de la Asamblea de los Salones de fénix en 1978, las salas del ave fénix urbanas de «nuevo estilo», como Shenxian Tang y Wumiao Mingzheng Tang, fortalecieron el estilo confuciano omitiendo los rituales taoístas y los derivados de Longhua. La tradición de Wumiao Mingzheng Tang fue influenciada por el  Xuanyuanismp y I-Kuan Tao. El libro El significado misterioso del camino del cielo (奥义 奥义 Tiāndào àoyì), publicado en la década de 1980 por Wumiao Mingzheng Tang, incorpora al Wusheng laomu, el concepto central de I-Kuan Tao y el más amplio maternismo chino.